# HMS E49
HMS E49 – brytyjski okręt podwodny typu E. Zbudowany w latach 1915–1916. Został zbudowany w Swan Hunter, Wallsend. Okręt wodowano 18 września 1916 roku, rozpoczął służbę w Royal Navy 14 grudnia 1916 roku. Pierwszym dowódcą został Lt. B. A. Beal.
12 marca 1917 roku okręt wszedł w pole minowe postawione 2 dni wcześniej w okolicach Szetlandów prawdopodobnie przez niemiecki okręt podwodny SM UC-76. Nikt z załogi nie ocalał.